# Alchemilla daghestanica
Alchemilla daghestanica é uma espécie de rosácea do gênero Alchemilla, pertencente à família Rosaceae.